# Charles Georges Thomas Garnier
Pour les articles homonymes, voir Charles Garnier et Garnier.
Charles Georges Thomas Garnier, né le 21 septembre 1746 à Auxerre, où il est mort le 24 janvier 1795, est un avocat et littérateur français.

## Œuvres
- 1784 : Nouveaux proverbes dramatiques ou Recueil de comédies de société, 1 vol, in-8°
- 1785 : Le Cabinet des fées, 41 vol. in-8° et in-12°, Paris
- 1787 : Voyages imaginaires, songes, visions et romans cabalistiques, 39 vol. in-8°

On lui doit aussi des éditions des Œuvres badines de Anne Claude de Caylus et les œuvres complètes du comte de Tressan et de Jean-François Regnard.